# Fritz Traugott Schulz

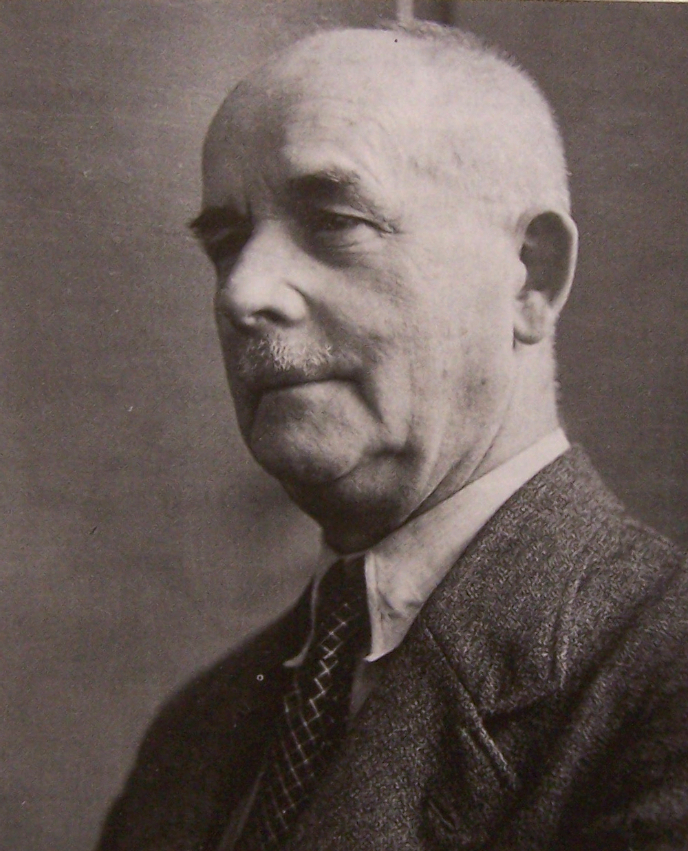
Fritz Traugott Schulz

Fritz Traugott Schulz (geboren am 6. August 1875 in Dahlhausen a. d. Ruhr; gestorben am 31. Mai 1951 in Nürnberg) war ein deutscher Kunsthistoriker, Museumsdirektor und Hauptkonservator am Germanischen Nationalmuseum in Nürnberg.

## Wirken
Schulz besuchte bis 1894 das Königliche Gymnasium in Duisburg, ehe er gemäß dem Wunsch seiner Eltern nach Halle ging, um dort Evangelische Theologie zu studieren. Im Sommersemester 1895 wechselte er an die Universität Göttingen und besuchte neben dem theologischen Unterricht auch ein Proseminar und Vorlesungen bei dem Germanisten Moritz Heyne, so dass er sich der Germanistik zuwandte. Er nahm zudem an den germanischen und romanischen Seminaren teil. Neben der Germanistik studierte er nun Neuere Kunstgeschichte und Bibliothekswissenschaft. 1899 wurde er bei Moritz Heyne mit der Dissertation Typisches der großen Heidelberger Liederhandschrift und verwandter Handschriften nach Wort und Bild eine germanistisch-antiquarische Untersuchung zum Dr. phil. promoviert. 1898 bis 1899 war er Hilfsassistent der Gemälde- und Kupferstichsammlung der Universität Göttingen und ging nach seinem Abschluss als Praktikant an das Provinzialmuseum in Hannover, wo er ab 1900 in der Inventarisierung der Kunstdenkmäler der Provinz Hannover tätig war. Ab 1901 begann er für das Germanische Nationalmuseum in Nürnberg als Assistent zu arbeiten und wurde 1906 Hauptkonservator der kultur- und kunstgeschichtlichen Sammlungen. 1918 erhielt er den Titel Professor. Er war zudem Mitglied des Vereins für Geschichte und des Albrecht-Dürer-Vereins sowie als Leiter des Baukunstausschusses tätig. Er organisierte 1928 Veranstaltungen zum Dürerjahr.
Am 1. August 1928 wurde er zum Direktor der Städtischen Kunstsammlung Nürnberg bestellt, nachdem er dieses Amt bereits seit 1910 kommissarisch betreut hatte. Im Zuge der Machtergreifung der Nationalsozialisten wurde er am 22. März 1933 verhaftet, nach seiner Freilassung seines Amtes enthoben und in den vorzeitigen Ruhestand versetzt. In der Zwischenzeit verfasste er unter anderem Beiträge für das Allgemeine Lexikon der Bildenden Künstler von der Antike bis zur Gegenwart. Nach dem Ende des Zweiten Weltkriegs wurde er von 1948 bis 1950 erneut ehrenamtlich mit der Leitung der Städtischen Kunstsammlungen betraut.
Schulz hatte sich in den Jahren 1904 bis 1914 insbesondere durch die Inventarisierung der Nürnberger Altstadthäuser verdient gemacht, die er sowohl fotografisch als auch schriftlich aufnahm. Das Stadtarchiv Nürnberg besitzt 2789 Glasplattennegative und Originalabzüge.

## Ausstellungen
- Nürnbergs Bürgerhäuser, Fotografien von Fritz Traugott Schulz, 19. Dez. 2012–28. April 2013, Stadtarchiv Nürnberg

## Veröffentlichungen (Auswahl)
- Die Schrotblätter des Germanischen Nationalmuseums zu Nürnberg. Mit einem Vorwort von Gustav von Bezold. In: Paul Heitz (Hrsg.): Einblattdrucke des fünfzehnten Jahrhunderts. Band 13. Straßburg 1908 (uni-heidelberg.de).
- Die St. Georgenkirche in Kraftshof. In: Studien zur deutschen Kunstgeschichte. Heft 107. J. H. E. Heitz, Strassburg 1909, OCLC 459156719.
- Führer durch die kunst- und kulturgeschichtlichen Sammlungen des Germanischen Museums. Germanisches Museum, Nürnberg 1925, OCLC 906454032.
- Theodor Hampe zu seinem 60. Geburtstage am 28. Januar 1926, 2. Direktor des Germanischen Nationalmuseums (= Anzeiger des Germanischen Nationalmuseums). Selbstverlag des Germanischen Museums, Nürnberg 1926, S. 1–2, doi:10.11588/azgnm.1924.0.35755 (uni-heidelberg.de).
- Das Germanische Museum von 1902–1927. Festschrift zur Feier seines 75jährigen Bestehens (= Anzeiger des Germanischen Nationalmuseums). Selbstverlag des Germanischen Museums, Nürnberg 1927, OCLC 215002089.
- Nürnbergs Bürgerhäuser und ihre Ausstattung. Das Milchmarktviertel (1909–1933). Buch- und Kunstverlag Gerlach & Wiedling, Leipzig / Wien 1934, OCLC 441785993.